# Međuraće
Međuraće (eng. Interwar period, njem. Zwischenkriegszeit) je naziv za razdbolje između Prvoga i Drugog svjetskog rata, od 1918. do 1939., obilježeno nizom društvenih, političkih i geopolitičkih promjena.
Zbivanja nakon Prvog svjetskog rata u Europi i u svijetu nisu bila ni malo miroljubiva, baš naprotiv zemlje poražene u ratu i nezadovoljne Versajskim ugovorom počele su razvijati osvajačke težnje koje će dovesti do još krvavijeg Drugoga svjetskog rata. S druge strane, zemlje Afrike i Azije počinju razvijati nacionalne svijesti, što dovodi do mnoštva lokalnih ratova i smanjivanja velikih carstava.

## Zbivanja na Dalekom istoku: Kina i Japan
Početkom 20. stoljeća Kina je bila veliko carstvo s dugom tradicijom. No velik dio kineske trgovine i bogatstva bio je u posjedu i pod kontrolom nekoliko europskih velesila. Za mnoge je Kineze to bilo ponižavajuće, pa je od početka 20. stoljeća došlo do porasta nacionalizma. Godine 1911. u Kini je izbila revolucija te je srušeno tisućegodišnje kinesko carstvo i proglašna republika. No, u sljedećim godinama Kinu je potresao niz građanskih ratova, koje su iskoristile zapadne velesile i Japan da bi proširile utjecaj u toj zemlji.
Kinesku je revoluciju 1911. godine vodila Kineska nacionalna stranka (Koumintang) koja se zalagala za građansku Kinu. No, ubrzo im se suprotstavila kineska Komunistička partija, koja je htjela promjene po uzoru na SSSR. njihov je sukob od 1927. prerastao u građanski rat. Taj je sukob privremeno prekinula japanska invazija na kinu 1937. godine, no nastavio se i nakon Drugog svjetskog rata.
Japan se u 20. stoljeću brzo razvijao i postao je vodeća zemlja Dalekog istoka. Japanske su vođe sljedile zapadnjačke ideje i počele razvijati industriju i znanost. No, Japan se suočavao s dva velika problema. Stanovništvo japana se naglo povećavalo, pa je postojao pritisak za širenjem i naseljavanjem u susjednim zemljama (Koreji i Kini). Drugi veliki problem Japana bio je nedostatak sirovina potrebnih za ubrzani razvoj industrije, kao što su nafta, željezna ruda i guma.
Stvaranje japanskog imperija teklo je postupno. Pobjedom protiv Rusije 1905. godine pokazao se kao velika sila. Ubrzo zatim okupirao je i anketirao Koreju (1907. – 1910.). Boreći se na strani Antante u Prvome svjetskom ratu, preuzeo je njemačke kolonije na Pacifiku. Ipak, Japan je nakon rata, kao i Italija bio nezadovoljan svojim dobitcima. Privlačila su ga susjedna bogata područja pa je u tridesetim godinama započeo svoje širenje u Kini iscrpljenoj građanskim ratovima.
U to je vrijeme sve važniju ulogu u japanskoj politici dobivala vojska koja se zalagala za agresivniju vanjsku politiku. U tridesetim godinama militaristički krugovi preuzeli su vlast, a japanski car Hirohito postao je samo figura. Konačno, nastojanja da osvoji bogata područja jugoistočne Azije dovela su Japan u sukob s drugim velesilama i susjednim državama i uplela ga u Drugi svjetski rat

## Promjene u Africi i Aziji
Gotovo cijela Afrika i velik dio Azije nalazili su se između dva svjetska rata u posjedu europskih država. Zemlje poput Velike Britanije, Francuske, Nizozemske, Belgije, Portugala i drugih imale su tamo svoje kolonije. iako je pravi proces dekolonizacije započeo tek nakon Drugog svjetskog rata, sve glasniji zahtjevi za nezavisnošću u kolonijama zadavali su velike probleme europskim kolonijalnim silama.
Naročito se jak otpor stranoj vlasti osjetio u najvećoj britanskoj kolniji Indiji. Borbu za nezavisnost vodio je Indijski nacionalni kongres. Njegove su pristaše organizirale niz protubritanskih demonstracija. Britanci su pak nastojali razbiti jedinstvo tog pokreta podstičući već postojeće vjerske razlike između hindusa i muslimana. Od 1920. godine na čelu Indijskog nacionalnog kongresa nalazio se Mahatma Gandhi. On je propagirao borbu nenasiljem tj. građanskim neposluhom, izbjegavanjem suradnje s britanskim vlastima i bojkotom britanske robe. Među Indijcima uživao je veliki ugled, a britanske su ga vlasti zbog njegove političke djelatnosti više puta zatvarale.

## Promjene na Bliskom istoku
Velike promjene zbivale su se i na nemirnom području Bliskog istoka. Nakon kapitulacije Osmanskog carstva, snage Antante okupirale su Istanbul i tjesnace Bospor i Dardanele, dok su grčke snage zauzele dijelove Male Azije. Kada je 1920. godine sklopljen mirovni ugovor, Carstvo je izgubilo kontrolu nad tjesnacima, Trakiju, egejske otoke i dijelove Male Azije u korist Grčke, te Mezopotamiju i sva arapska područja u korist Velike Britanije i Francuske.
Međutim, ugovor je izazvao veliko nezadovoljstvo koje je ubrzo preraslo u otpor i protiv okupacijskih snaga i protiv sultanova režima. Na čelu pokreta bili su vojni krugovi i njihov vođa Mustafa Kemal, koji su osnovali nacionalnu vladu. Sukob je potrajao do 1923. godine kada je nova vlada ishodila izmjenu mirovnog ugovora. Njime je Turskoj vraćena kontrola nad njesnacima, cijelom malom azijom i istočnom Trakijom, te je svedena u svoje današnje granice. Nekoliko mjeseci kasnije srušen je sultanat i proglašena Republika Turska.
Nakon prvog svjetskog rata Liga naroda je bivša osmanska područja na Bliskom istoku stavila pod upravu (protektorat) Velike Britanije i Francuske, s ciljem da ih se pripremi za nezavisnost. Pod britanskom upravom našle su se Palestina, Transjordanija i Irak, a pod francuskom Sirija i Libanon. Uoči i neposredno nakon Drugog svjetskog rata tu je proglašeno nekoliko neovisnih država.
No, doseljavanje Židova u Palestinu izazvalo je sukobe s tamošnjim Arapima koji traju i danas. Kada su 70. godine Rimljani uništili posljednju nezavisnu židovsku državu, Židovi su se raselili po čitavom Rimskom Carstvu. Potkraj 19. stoljeća razvio se među europskim židovima pokret koji je tražio osnivanje židovske države u Palestini. Nazvan je cionizam, po tvrđavi Sion u starom Jeruzalemu. U doba britanske uprave sve je više židova odlazilo u Palestinu s namjerom da se tamo trajno nasele. Dok 1918. godine u palestini bilo 56 000 židova, dvadeset godina kasnije bilo je 450 000. No, Arapi koji su stoljećima živjeli u Palestini smatrali su je svojom zemljom. Zbog toga su nastali problemi koji će se rasplamsati nakon Drugog svjetskog rata.

## Europa između dva svjetska rata
Kada je 1918. godine završio Prvi svjetski rat, britanski premijer David Lloyd George rekao je u govoru u Parlamentu da je upravo završio posljednji rat u povijesti čovječanstva. Prvi svjetski rat bio je najstrašniji rat u dotadašnjoj povijesti. Poginulo je oko 10 milijuna ljudi, milijuni su postali invalidi. Tada još nitko nije ni naslućivao da će za samo dvadesetak godina uslijediti Drugi svjetski rat, još strašniji od Prvog. Razvijena društva, užasnuta strahotama rata, bila su odlučna napraviti sve da se ubuduće izbjegne sukob.
Vođe pobjedničkih sila: Velike Britanije, Francuske, SAD-a i Italije zajedno s predstavnicima drugih država sastali su se početkom 1919. godine u Parizu da postave temelje trajnog mira, te odrede sudbine poraženih. Glavnu ulogu igrali su predsjednici vlada Francuske (George Clemenceau) i Velike Britanije (David Lloyd George) te predsjednik SAD-a Thomas Woodrow Wilson.
Sa zemljovida su nestala četiri velika carstva. Njemačka i Austro-Ugarska i njihov saveznik Osmansko carstvo poraženi su u ratu, te su morali prihvatiti uvjete mira nametnute od strane pobjednika. Zbog Listopadske revolucije iz kruga pobjednika ispala je članica Antante, Rusija
Njemačkoj, čije su se imperijalističke težnje s pravom smatrale glavnik uzrocima rata, postavljeni su vrlo teški uvjeti mira. Na temelju sporazuma potpisanog 28. lipnja 1919. godine u Versaillesu, Njemačka je izgubila sve svoje kolonije. Morala je platiti veliku ratnu odštetu, a morala je prihvatiti i značajna ograničenja što se tiče vojske i naoružanja. Izgubila je također Alasce i Lorraine dvije pokrajne koje je oduzela Francuskoj 48 godina ranije, i manja područja koja su izgubili u korist Belgije i Danske. Obnovljenoj Poljskoj pripali su također dijelovi prijeratnog Njemačkog Carstva na istoku, dok je Gdanjsk postao slobodnim gradom.
Po dvorcu Versailles (Versaj) mjestu gdje je sklopljen mirovni ugovor s Njemačkom dobio je ime novi svjetski poredak (Versajski poredak). Sa saveznicima Njemačke potpisani su posebni mirovni ugovori: s Austrijom u Saint-Germainu (10. rujna 1919.), s Bugarskom u Neuilly (27. studenog 1919.), s Mađarskom u Trianonu (20. lipnja 1920.) i Turskom (10. kolovoza 1920) u Sevresu. Sve države doživjele su teritorijalne gubitke.
Iako je Rusija bila članica pobjedničke Antante, nije sudjelovala u stvaranju novog poretka zbog toga što su vlast u njoj preuzeli boljševici. Štoviše, stanje koje je u njoj zavladalo omogućilo je osamostaljenje mnogih naroda koji su prije rata živjeli pod ruskom vladavinom. Već 1917. godine nezavisnost je proglasila Finska, a sljedeće godine Estonija, Latvija i Litva te obnovljena Poljska. Svoju državu nastojali su i stvoriti Ukrajinci. Međutim, ti su se narodi morali boriti ne samo s boljševicima koji se, usprkos deklaracijama, nisu željeli odreći ni komadića teritorija carske Rusije, već i s ruskim monarhistima, koji su željeli vratiti vlast cara.
Nakon prvog svjetskog rata nezavisnost je stekao Island, koji se dosad nalazio pod vlašću Danske. Ostao je s njome u personalnoj uniji do kraja Drugog svjetskog rata. Godine 1920. autonomiju je dobila Irska, a već sljedeće godine proglašena je Nezavisna Država Irska, koja je do 1937. godine imala status dominiona (bila je dio britanske Zajednice naroda). Kao posebna država izdvojen je i Vatikan (1929.), sjedište pape
Versajski poredak se vrlo brzo našao na meti kritika, posebno sa strane Njemačke i Sovjetske Rusije, ali i drugih država koji su izgubile dijelove teritorija. Njegovi protivnici težili su reviziji (promjeni) granica. Stoga njihove tendecije nazivamo revizionizam.